# Fast forward

O ícone padrão para o efeito fast forward.

Fast-forward é o efeito que consiste em avançar uma gravação de áudio ou vídeo em uma velocidade mais rápida do que a que normalmente seria rodado. As gravações são geralmente dados de vídeo, áudio ou computador. Em botões e interfaces, a função fast-forward é geralmente representada por duas setas sólidas apontando para a direita. Estes ícones típicos foram corretamente reconhecidos por 75% de uma amostra de consumidores europeus.
Fast-forwarding é o oposto exato de rewinding, na qual a fita, música, etc, é movido de forma a recuar.
Fast-forward também é utilizada como efeito de mixagem de sons.
Também pode ser causado por algum tipo de erro eletrônico, como na abertura do Jornal Nacional do dia 18 de março de 2013.